# San Lorenzello
San Lorenzello é uma comuna italiana da região da Campania, província de Benevento, com cerca de 2.343 habitantes. Estende-se por uma área de 13 km², tendo uma densidade populacional de 180 hab/km². Faz fronteira com Castelvenere, Cerreto Sannita, Cusano Mutri, Faicchio, Guardia Sanframondi, San Salvatore Telesino.

## Demografia
| Variação demográfica do município entre 1861 e 2011                               |
|                                                                                   |
| Fonte: Istituto Nazionale di Statistica (ISTAT) - Elaboração gráfica da Wikipedia |